# Nohwa-eup
Nohwa-eup (koreanska: 노화읍) är en köping i den sydvästra delen av Sydkorea, 375 km söder om huvudstaden Seoul. Den ligger i kommunen Wando-gun i provinsen Södra Jeolla.  Nohwa-eup består av huvudön Nohwado,  elva bebodda småöar med totalt 832 invånare (2020) och 39 obebodda öar.